# Mîhailivka, Burîn
Mîhailivka (în ucraineană Михайлівка) este localitatea de reședință a comunei Mîhailivka din raionul Burîn, regiunea Sumî, Ucraina.

## Demografie
Componența lingvistică a localității Mîhailivka
     Ucraineană (97,28%)
     Rusă (1,71%)
     Alte limbi (1,01%)
Conform recensământului din 2001, majoritatea populației localității Mîhailivka era vorbitoare de ucraineană (97,28%), existând în minoritate și vorbitori de rusă (1,71%).